# بالدوین یکم، امپراتور لاتین
بالدوین فلاندرز (هلندی: Boudewijn؛ ژوئیه ۱۱۷۲ – ح. 1205)، نخستین امپراتور لاتین قسطنطنیه (با عنوان بالدوین یکم) از سال ۱۲۰۴ تا ۱۲۰۵ و کنت فلاندر (با عنوان بالدوین نهم) از سال ۱۱۹۴ تا ۱۲۰۵ میلادی بود. وی که فرزند بالدوین پنجم، کنت انو بود، پس از رسیدن به قدرت در فلاندر و انو، نخست با ریچارد پادشاه انگلستان برای مقابله با فیلیپ پادشاه فرانسه متحد شد و توانست پس از شکست وی طی چندین نبرد، بخش اعظم از قلمروی فلاندر را بازپس بگیرد. افزون بر این، وی یکی از فرماندهان اصلی صلیبیون طی جنگ صلیبی چهارم بود که طی آن نیروهای صلیبی از مسیر تعیین‌شده ـ اراضی مقدس - منحرف شده و عازم قسطنطنیه و امپراتوری بیزانس شدند و پس از محاصره و غارت آن شهر، امپراتوری بیزانس را ساقط و دولتی لاتینی با همراهی جمهوری ونیز را جایگزین کردند. بالدوین در ۲۳ فوریه سال ۱۲۰۰ به همراه همسر و برادرش و بسیاری از شوالیه‌ها، صلیب گرفت. در جریان این جنگ صلیبی، نماینده صلیبیون برای مذاکره با دولت ونیز برای تأمین ناوگان دریایی برای حرکت به سمت اراضی مقدس بود، با این حال به حضور وی در جریان محاصره زادار که به خواسته جمهوری ونیز از صلیبیون در ازای بدهی آنها به آن دولت صورت گرفته بود، اشاره‌ای نشده است. پس از حرکت صلیبیون به سمت قسطنطنیه، وی در جریان آن محاصره، به واسطه تعداد سربازان کماندار، فرماندهی نیروهای پیشتاز برعهده داشت و توانست نیروهای آلکسیوس سوم را در بیرون از دیوارهای قسطنطنیه عقب براند. پس از فتح و غارت قسطنطنیه، وی از جمله افرادی بود که با نیروهای ونیزی بر سر مشخص کردن وضعیت امپراتوری سقوط کرده بیزانس و تقسیم اراضی آن، مذاکره کرد و پس از آن با حمایت ونیزی‌ها در مقابل بونیفاس مونتفرات به عنوان نخستین امپراتور لاتین قسطنطنیه انتخاب شد. در ۱۷ مه ۱۲۰۴ بالدوین در کلیسای سن صوفیا به شیوه و سبک و سیاق امپراتوری بیزانس (روم شرقی) تاج‌گذاری کرد تا از این طریق بتوانند مشروعیت لازم را از جانب یونانی‌ها امپراتوری سابق بیزانس کسب کند. وی پس از تاج‌گذاری نخست تلاش کرد تا نیروهای صلیبی حاضر در جنگ صلیبی چهارم را در قلمروی جدید لاتین نگه دارد به همین سیاست اعطای قلمرو و اراضی به فرماندهان و شوالیه‌ها را آغاز کرد. اما در ابتدای حکومتش منازعات و اختلافات وی با بونیفاس (این بار سر حکومت تسالونیکا) شدت گرفت اما اختلافت آن دو در ابتدای سال ۱۲۰۵ به پایان رسید و بونیفاس دولت تسالونیکا در دست گرفت. در همین زمان یونانی‌های تراکیه با همراهی پادشاه بلغارها، کالویان علیه دولت جدید قسطنطنیه شورش کردند. بالدوین بر سرکوب نیروهای بلغار عازم آدریانپول شد اما طی این نبرد از نیروهای بلغار شکست خورد تا به اسارت کالویان دربیاید. از وضعیت وی پس از اسارت اطلاعات چندانی وجود ندارد تا اینکه در ۲۰ اوت ۱۲۰۶، برادرش پس از اطمینان از مرگ، به عنوان دومین امپراتور لاتین تاج‌گذاری کرد.